# Les Cyclades
Pour plus de détails, voir Fiche technique et Distribution.
Les Cyclades est une comédie franco-belgo-grecque écrite et réalisée par Marc Fitoussi, sortie en 2022.

## Synopsis
En 1989, le film Le Grand Bleu connaissait un immense engouement à sa sortie. Magalie et Blandine, deux copines de collège, écoutent ensemble la bande originale du film culte de leur génération, et se promettent d'aller ensemble en Grèce voir les lieux où a été tourné le film, notamment le fameux et spectaculaire monastère de la Chozoviótissa sur l'île d'Amorgós.
Mais la vie les sépare, et elles ne se retrouvent qu'en 2019 grâce au fils unique de Blandine, Benjamin « Benji », qui a réussi à contacter Magalie par un réseau social. Blandine est en pleine déprime depuis que son mari l'a quittée après des années de mariage, parti pour aller épouser une autre femme bien plus jeune qu'elle. Pour se changer les idées, elle décide de partir en séjour détente avec son fils à Amorgós dans l'archipel des Cyclades. Mais à la dernière minute, son fils lui annonce qu'il ne peut pas l'accompagner, mais qu'il a recontacté Magalie pour lui proposer qu'elle parte à sa place. Voilà les deux anciennes copines de collège qui voyagent ensemble, réalisant leur vieux rêve d'adolescence. Mais leurs caractères complètement antagonistes, plusieurs péripéties et des années de ressentiment rendent le voyage houleux et chaotique.

## Fiche technique
Sauf indication contraire, les informations mentionnées dans cette section peuvent être confirmées par la base de données cinématographiques IMDb,  présente dans la section « Liens externes ».
- Titre original : Les Cyclades
- Réalisation et scénario : Marc Fitoussi
- Musique : Mocky + reprise du générique d'ouverture du Grand Bleu par Éric Serra
- Photographie : Antoine Roch
- Montage : Catherine Schwartz
- Décors : Anna Falguères et Alikí Koúvaka
- Costumes : Marité Coutard
- Production : Caroline Bonmarchand
  - Coproduction : Isaac Sharry, Fenia Cossovitsa et Geneviève Lemal
- Sociétés de production : Avenue B Productions, France 3 Cinéma, Scope Pictures et Indie Sales
- Société de distribution : Memento Distribution
- Pays de production : France, Grèce et Belgique
- Langue originale : français
- Format : couleur — 2,39:1[1]
- Genre : comédie
- Durée : 110 minutes
- Dates de sortie :
  - France : 26 août 2022 (Festival du film francophone d'Angoulême)[2],[3] ; 11 janvier 2023 (en salles)

## Distribution
- Laure Calamy : Magalie
  - Marie Mallia : Magalie adolescente, extravertie
- Olivia Côte : Blandine « Divine », amie de Magalie, divorcée, manipulatrice en radiologie
  - Leelou Laridan : Blandine adolescente, studieuse
- Kristin Scott Thomas : Lavinia « Bijou »
- Alexandre Desrousseaux : Benjamin « Benji », fils de Blandine
- Nicolas Bridet : Maxime, surfeur bruxellois amoureux de Blandine
- Pános Korónis : Dimítris
- Bastien Savarino : le colocataire
- Sarah Le Picard : la mère du babysitting

## Musique
- The Big Blue Overture d'Éric Serra.
- Words par F. R. David.
- Young Hearts Run Free (en) par Candi Staton.

## Accueil

### Accueil critique
En France, le site Allociné propose une moyenne de 3,1⁄5, fondée sur 25 critiques de presse.

### Box-office
| Pays ou région | Box-office      | Date d'arrêt du box-office | Nombre de semaines |
| -------------- | --------------- | -------------------------- | ------------------ |
| France         | 381 013 entrées | 8 mars 2023                | 8                  |
| États-Unis     | 18 513 $        |                            |                    |
| Total mondial  | 3 681 545 $     | -                          | -                  |

## Analyse
Le film joue sur la nostalgie du film Le Grand Bleu. Le film reprend le même célèbre générique d'ouverture, montre à Amorgós une boutique de produits souvenirs dédiés au film de Luc Besson. Et le personnage d'Olivia Côte se rend au monastère de la Chozoviótissa qui a été popularisé par Le Grand bleu.
Magalie fait référence à Zora la rousse.

## Autour du film
Les deux actrices principales du film, Laure Calamy et Olivia Côte ont déjà joué ensemble deux ans plus tôt dans Antoinette dans les Cévennes.